# Trigonodactylus
Trigonodactylus — рід геконоподібних ящірок родини геконових (Gekkonidae). Представники цього роду мешкають на Аравійському півострові та в Ірані. Раніше їх відносили до роду Короткопалий гекон (Stenodactylus).

## Види
Рід Trigonodactylus нараховує 4 види:
- Trigonodactylus arabicus Haas, 1957
- Trigonodactylus persicus Nazarov, Melnikov, Radjabizadeh, & Poyarkov, 2018
- Trigonodactylus pulcher (Anderson, 1896)
- Trigonodactylus sharqiyahensis (Metallinou & Carranza, 2013)

## Етимологія
Наукова назва роду Trigonodactylus походить від сполучення слів дав.-гр. τρίγωνος — трикутний і δακτυλος — палець.